# 曾啟榮
曾啟榮，QPM，CPM（1916年6月6日—2011年1月18日），外號「咩喳曾」，生於英屬香港，籍貫廣東五華縣，退休甲級高級警長及足球運動员，曾經擔任警察足球队教练及香港华人足球联谊会执行委员；後來因為涉嫌貪污而被通緝，逃亡至臺灣。

## 生平
曾啟榮於1930年代加入廣州警察，與香港著名藝人譚詠麟之父譚江柏為廣州交通督察同事，也是足球隊隊友，所以兩家屬世交，交情匪淺。
1940年加入香港警隊逐步升任至警署警長，是呂樂的下屬。因五、六十年代香港警隊的警署警長的英文名稱為Sergeant Major，所以別人稱呼他為「咩喳曾」（Major Tsang）。
1975年，曾啟榮被廉政公署拘捕及指控串謀貪污，其名下5座物业遭到冻结。曾啟榮於1976年4月律政司申請覆核刑期時，潛逃至與香港沒有罪犯引渡協議的台灣，從此被永久通緝及未再返回香港，長居台北市民生社區。
2006年，曾啟榮90大寿時，曾家一连2日为其在台北大摆筵席，大批香港、台灣明星及前同僚均到台灣为其祝寿。
2011年1月18日，曾啟榮於臺北榮民總醫院病逝，終年94歲。

## 家庭
曾啟榮之妹為曾金英。曾金英之子為馬時亨。
其子曾志強、曾志偉。曾志偉為香港著名藝人，其孫女曾寶儀、孫女曾詠儀、孫子曾國祥、孫子曾國猷。姪女曾勵珍為香港電視廣播有限公司高層。

## 勳章
|  |  |  |  |  |  |  |  |  |  |  |  |
|  |  |  |  |  |  |  |  |  |  |  |  |

| 殖民地警察英勇獎章（C.P.M.） | 殖民地警察英勇獎章（C.P.M.） | 殖民地警察英勇獎章（C.P.M.） | 1939年至1945年星章           | 1939年至1945年星章           | 1939年至1945年星章           | 太平洋星章             | 太平洋星章             | 太平洋星章             | 國防獎章               | 國防獎章               | 國防獎章               |
| 1939年至1945年大戰獎章       | 1939年至1945年大戰獎章       | 1939年至1945年大戰獎章       | 殖民地警察勞績獎章（C.P.M.） | 殖民地警察勞績獎章（C.P.M.） | 殖民地警察勞績獎章（C.P.M.） | 女王加冕紀念章（1952） | 女王加冕紀念章（1952） | 女王加冕紀念章（1952） | 殖民地警察長期服務獎章 | 殖民地警察長期服務獎章 | 殖民地警察長期服務獎章 |

## 影視媒體形象
| 年份   | 片名         | 演員                          |
| 2009年 | 《金钱帝国》 | 陈奕迅                        |
| 2023年 | 《風再起時》 | 何啟南（中年） 王慶南（青年） |